# Luis Vergara
Luis Vergara (Cartagena, Bolívar, Colombia; 31 de agosto de 1990) es un futbolista colombiano que juega de defensa central.

## Clubes
| Club               | País      | Año       |
| ------------------ | --------- | --------- |
| Barranquilla F.C.  | Colombia  | 2011      |
| Once Caldas        | Colombia  | 2012      |
| Cúcuta Deportivo   | Colombia  | 2014-2015 |
| Valletta F.C.      | Malta     | 2016      |
| Ħamrun Spartans    | Malta     | 2016-2017 |
| Olimpo             | Argentina | 2019      |
| Mineros de Guayana | Venezuela | 2020      |
| Sporting SM        | Panamá    | 2021      |

## Palmarés

### Campeonatos nacionales
| Título         | Club          | País  | Año     |
| -------------- | ------------- | ----- | ------- |
| Premier League | Valletta F.C. | Malta | 2015-16 |